# Клубный кубок UNCAF 1979
1. перенаправление Турнир Фратернитад 1979